# Tahual
Le Tahual est un stratovolcan du Guatemala.